# Дичко Іван Федорович
Іван Федорович Дичко  (каз. Дычко Иван Фёдорұлы, 11 серпня 1990) — казахський професійний боксер, дворазовий олімпійський призер, призер чемпіонатів світу серед аматорів, чемпіон Азії та Азійських ігор.

## Аматорська кар'єра
На Азійських іграх 2010 переміг двох суперників, а у фіналі програв Чжан Чжілею (Китай).
На чемпіонаті світу 2011 завоював бронзову медаль.
- В 1/16 фіналу переміг Мілутіна Станковича (Сербія) — 14-2
- В 1/8 фіналу переміг Чжан Чжілея (Китай) — 13-7
- У чвертьфіналі переміг Філіпа Хрговича (Хорватія) — 20-16
- У півфіналі програв Магомедрасулу Маджидову (Азербайджан) — 9-16

На Олімпійських іграх 2012 завоював бронзову медаль.
- В 1/8 фіналу переміг Еріка Пфайфера (Німеччина) — 14-4
- У чвертьфіналі переміг Саймона Кіна (Канада) — 20-6
- У півфіналі програв Ентоні Джошуа (Велика Британія) — 11-13

На чемпіонаті світу 2013 завоював срібну медаль.
- В 1/8 фіналу переміг Іштвана Берната (Угорщина) — 3-0
- У чвертьфіналі без бою пройшов Сатіш Кумара (Індія)
- У півфіналі переміг Еріка Пфайфера (Німеччина) — 3-0
- У фіналі програв Магомедрасула Маджидова (Азербайджан) — KO

На Азійських іграх 2014 переміг трьох суперників і став чемпіоном.
На чемпіонаті світу 2015 завоював срібну медаль.
- В 1/8 фіналу переміг Рафаеля Ліма (Бразилія) — 3-0
- У чвертьфіналі переміг Флоріана Шульца (Німеччина) — 3-0
- У півфіналі переміг Баходіра Жалолова (Узбекистан) — 2-1
- У фіналі програв Тоні Йока (Франція) — 0-3

На Олімпійських іграх 2016 завоював бронзову медаль.
- В 1/8 фіналу переміг Магомедрасула Маджидова (Азербайджан) — 3-0
- У чвертьфіналі переміг Ефе Аджагба (Нігерія) — 3-0
- У півфіналі програв Джо Джойсу (Велика Британія) — 0-3

### Виступи на Олімпіадах
| Олімпіада   | Дисципліна         | Місце |
| ----------- | ------------------ | ----- |
| Лондон 2012 | надважка категорія | =     |
| Ріо 2016    | надважка категорія | =     |

## Професіональна кар'єра
Після Олімпіади 2016 вирішив перейти до професійного боксу. Впродовж 2017—2024 років провів 14 боїв проти суперників невисокого рівню, або таких, як суперник 
10 травня 2019 року американець Рей Остін, що давно пройшов спортивний пік.

## Таблиця боїв
| 14 Перемог (13 нокаутом, 1 за рішенням суддів), 0 Поразок (0 нокаутом, 0 за рішенням суддів) |        |                           |        |              |                 |                                                       |          |
| Результат                                                                                    | Рекорд | Суперник                  | Спосіб | Раунд, час   | Дата            | Місце проведення                                      | Примітки |
| Перемога                                                                                     | 14-0   | Крейг Льюїс               | TKO    | 2 (8), 2:05  | 21 серпня 2024  | ProBox TV Events Center, Плант-Сіті                   |          |
| Перемога                                                                                     | 13-0   | Аріель Естебан Бракамонте | TKO    | 2 (10), 1:13 | 10 червня 2023  | Буенос-Айрес                                          |          |
| Перемога                                                                                     | 12-0   | Кевін Ніколас Еспіндола   | UD     | 10           | 23 червня 2022  | Буенос-Айрес                                          |          |
| Перемога                                                                                     | 11-0   | Олександр Устінов         | TKO    | 1 (10), 2:40 | 18 грудня 2021  | Нур-Султан                                            |          |
| Перемога                                                                                     | 10-0   | Денис Бахтов              | KO     | 1 (8), 1:48  | 10 липня 2021   | Палац спорту імені Балуана Шолака, Алмати             |          |
| Перемога                                                                                     | 9-0    | Нейт Хевен                | KO     | 2 (8), 0:33  | 12 липня 2019   | Seminole Hard Rock Hotel & Casino Hollywood, Голлівуд |          |
| Перемога                                                                                     | 8-0    | Рей Остін                 | TKO    | 3 (6), 1:48  | 10 травня 2019  | Seminole Hard Rock Hotel & Casino Hollywood, Голлівуд |          |
| Перемога                                                                                     | 7-0    | Моріс Гарріс              | KO     | 1 (8), 1:39  | 6 липня 2018    | Seminole Hard Rock Hotel & Casino Hollywood, Голлівуд |          |
| Перемога                                                                                     | 6-0    | Майк Маррон               | TKO    | 1 (8), 2:19  | 16 червня 2018  | Coliseum, Сент-Пітерсбург                             |          |
| Перемога                                                                                     | 5-0    | Стівен Кірнон             | KO     | 1 (6), 0:38  | 23 березня 2018 | Seminole Hard Rock Hotel & Casino Hollywood, Голлівуд |          |
| Перемога                                                                                     | 4-0    | Цельсо Пінзон             | TKO    | 3 (6), 1:37  | 16 грудня 2017  | Miami Airport Convention Center, Маямі                |          |
| Перемога                                                                                     | 3-0    | Карлос Сандоваль          | TKO    | 1 (6), 2:28  | 8 грудня 2017   | Hialeah Park Race Track, Хаяліа                       |          |
| Перемога                                                                                     | 2-0    | Родрігес Кейд             | KO     | 3 (4), 0:49  | 13 жовтня 2017  | A La Carte Event Pavilion, Тампа                      |          |
| Перемога                                                                                     | 1-0    | Аубур Райт                | TKO    | 1 (4), 2:05  | 29 вересня 2017 | Gilley’s, Даллас                                      |          |